# Großkugel

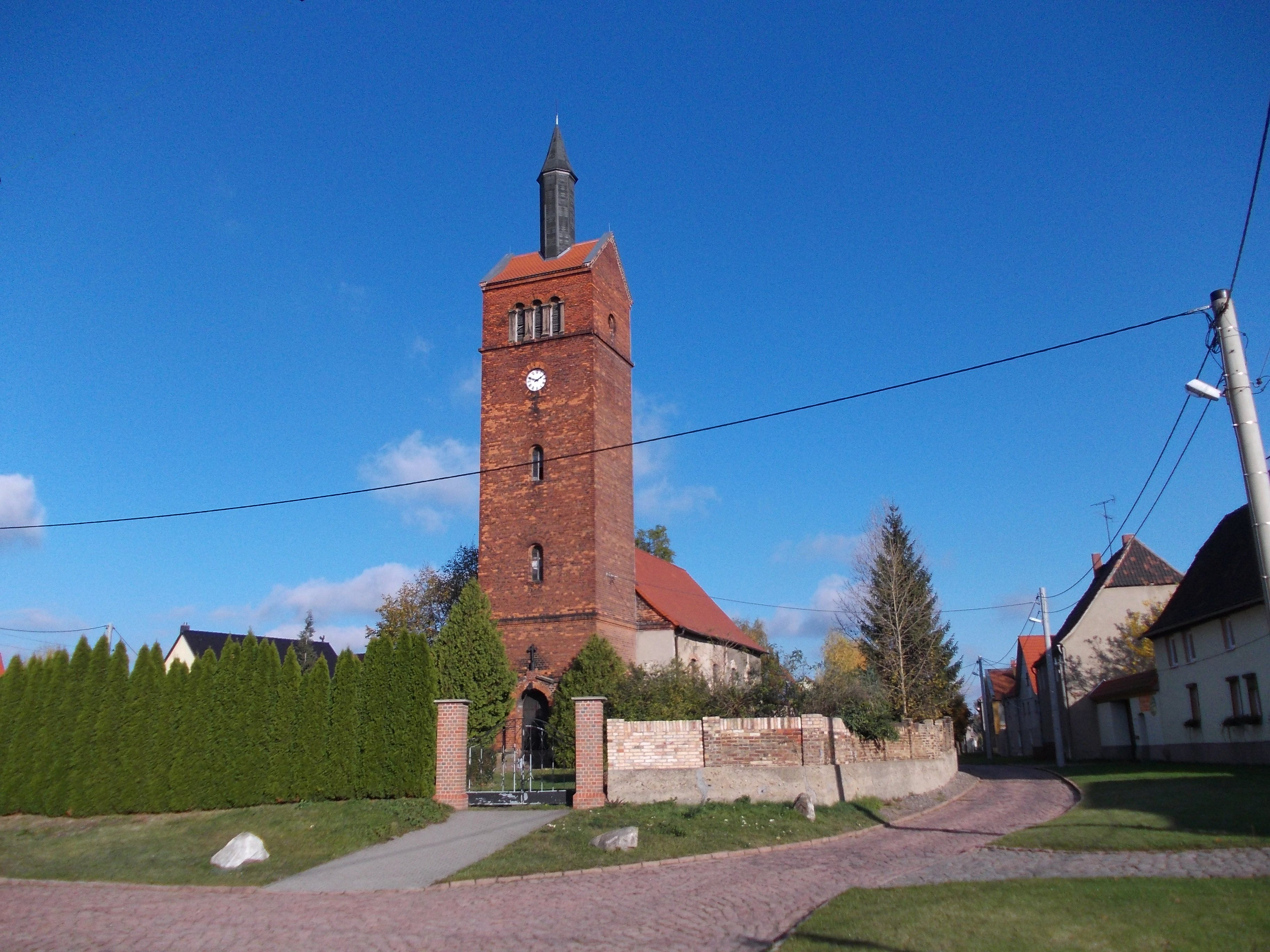
Sankt-Martini-Kirche in Großkugel

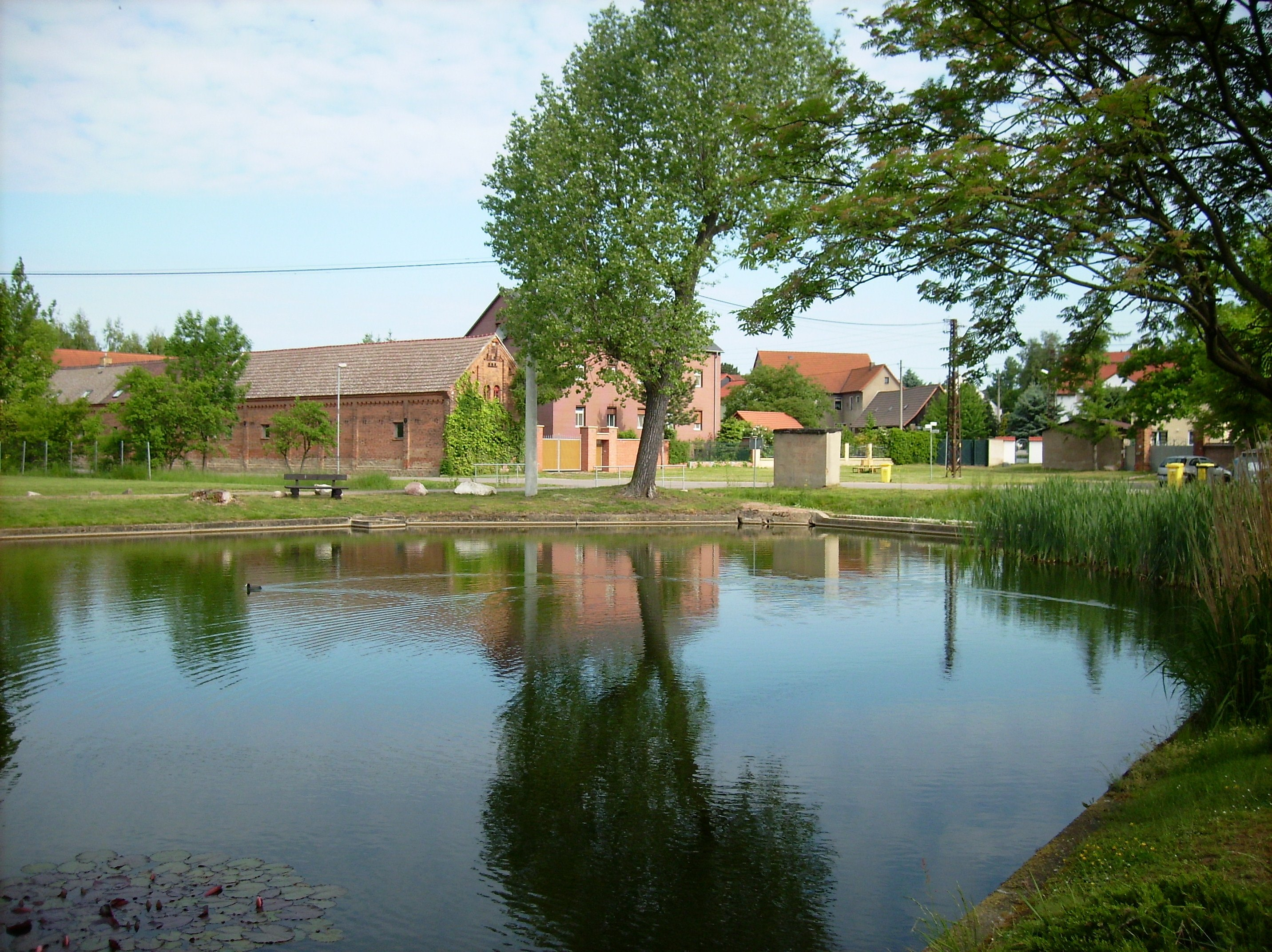
Teich in Beuditz

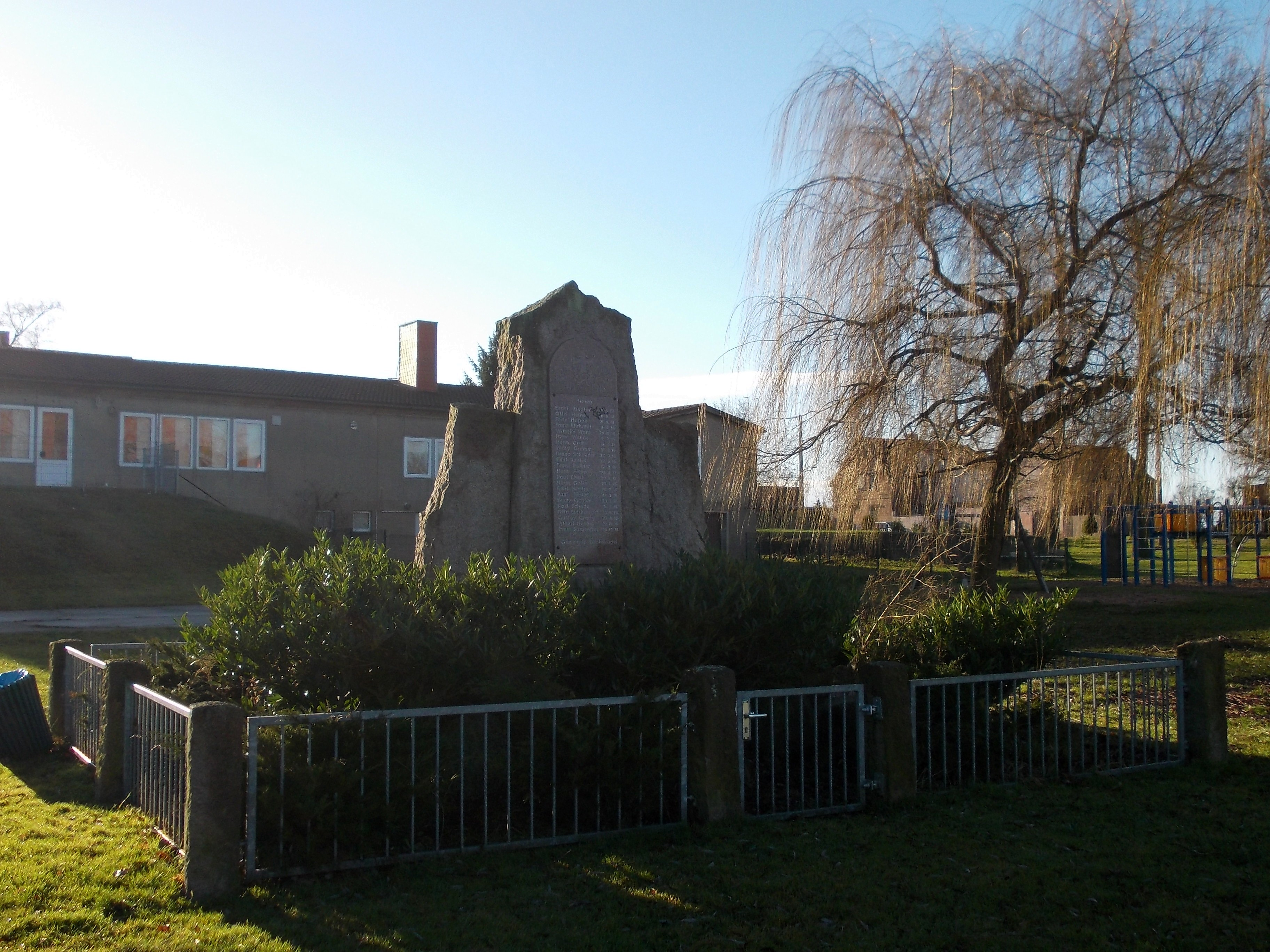
Kriegerdenkmal Großkugel

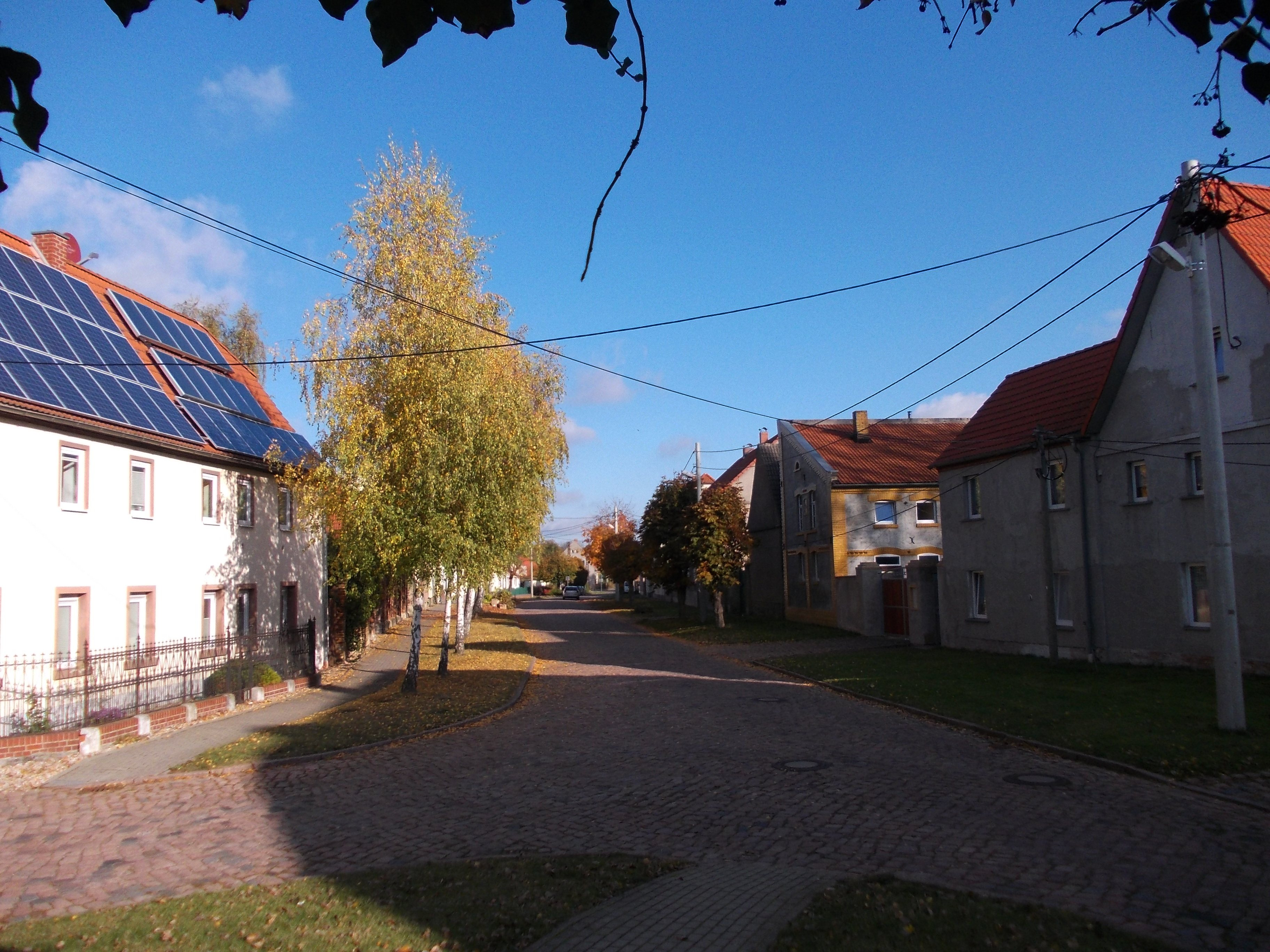
Dorfstraße Großkugel

Großkugel ist ein Ortsteil der Gemeinde Kabelsketal in Sachsen-Anhalt. Er zählt etwa 2380 Einwohner. Die Ortschaft Großkugel besteht aus den Orten Großkugel und Beuditz.

## Lage
Großkugel befindet sich zwischen Halle (Saale) und Leipzig, südöstlich von Gröbers unweit der Landesgrenze von Sachsen-Anhalt und Sachsen. Nordöstlich des Orts liegt das Autobahnkreuz Schkeuditzer Kreuz, südlich verläuft die Bundesstraße 6. Durch Großkugel führt die Kreisstraße 2146. Nördlich verläuft die Bahnstrecke Magdeburg–Leipzig. Nordöstlich der Ortslage befindet sich der S-Bahn-Haltepunkt Großkugel der S-Bahn Mitteldeutschland.
Zur Ortschaft Großkugel gehört auch der östlich gelegene Ortsteil Beuditz. Von Ost nach West fließt der Kabelskebach nördlich der Ortslage entlang. 

## Geschichte
Großkugel ist sorbischen Ursprungs, worauf neben dem Ortsnamen auch die Anlage des Dorfs hinweist. Der Ortskern hat die Form eines nach Osten offenen Rundlings. In alten urkundlichen Erwähnungen finden sich als Ortsbezeichnungen Großkubel und Großkaubel, was in der Bedeutung von Stutendorf verstanden wird.
Großkugel gehörte zum Amt Giebichenstein im Saalkreis des Erzstifts Magdeburg. 1680 kam dieses als Herzogtum Magdeburg unter brandenburg-preußische Herrschaft. Mit dem Frieden von Tilsit wurde Großkugel im Jahr 1807 dem Königreich Westphalen angegliedert und dem Distrikt Halle im Departement der Saale zugeordnet. Der Ort gehörte zum Kanton Dieskau. Nach der Niederlage Napoleons und dem Ende des Königreichs Westphalen befreiten die verbündeten Gegner Napoleons Anfang Oktober 1813 den Saalkreis. Bei der politischen Neuordnung nach dem Wiener Kongress 1815 wurde der Ort im Jahr 1816 dem Regierungsbezirk Merseburg der preußischen Provinz Sachsen angeschlossen und dem Saalkreis zugeordnet.
Großkugel war Endpunkt der ab 1788 gebauten ersten Preußischen Staatschaussee, die von Magdeburg über Halle (Saale) bis zur Landesgrenze zu Sachsen führte. Ursprünglich war der Ort landwirtschaftlich geprägt. In den 1840er Jahren entstand die Eisenbahnverbindung zwischen Halle und Leipzig. Durch die Lage im Ballungsraum Halle/Leipzig in der Nähe von Autobahnen und bedeutenden Eisenbahnstrecken ist das Umfeld heute vor allem gewerblich geprägt. 
Am 1. Januar 1957 erfolgte die Eingemeindung von Beuditz. In der Zeit nach der politischen Wende des Jahres 1989 entstanden im Umfeld des Orts mehrere Gewerbe- und Wohngebiete. Im Jahr 2001 gründete sich der im Ort aktive Bikerfreunde Großkugel e. V. Seit dem 1. Januar 2004 gehört Großkugel zur Gemeinde Kabelsketal.

## Bauwerke und Einrichtungen
Im Ort befindet sich die evangelische Sankt-Martini-Kirche. Sie ist, wie auch die weiteren Kulturdenkmale des Orts, im örtlichen Denkmalverzeichnis eingetragen. Zumindest noch bis in die 1990er Jahre bestand die Bockwindmühle Großkugel. Am südlichen Ortsausgang befindet sich das historische Steinkreuz Russenstein.
In Großkugel besteht eine Freiwillige Feuerwehr. Aktiver Sportverein des Orts ist die Sportgemeinschaft Großkugel e. V.

## Politik
Ortsbürgermeister ist Holger Stoye von den Unabhängigen Wählern Kabelsketal (UWK). Im sechsköpfigen Ortschaftsrat ist die UWK mit vier, die CDU mit einem und Die Linke mit einem Mitglied vertreten.

## Wappen
Blasonierung: Geteilt Grün und Silber durch linken Wellenschrägschnitt mit einem aufgerichteten Ross zwischen zwei Kugeln, alles in verwechselten Farben. Die Farben von Großkugel sind Grün und Weiß.

## Söhne und Töchter
- Otto Schmeil (1860–1943), Biologe, Pädagoge und Autor. Schmeil gilt als Reformator des biologischen Unterrichts, in Großkugel wurde eine Straße nach ihm benannt.
- Bernd Hobsch (* 1968), Fußballspieler